# Passagiere der Nacht
Passagiere der Nacht (Originaltitel: Les passagers de la nuit, internationaler Titel: The Passengers of the Night) ist ein französischer Spielfilm von Mikhaël Hers aus dem Jahr 2022. Das Drama stellt eine alleinerziehende Mutter in Frankreich der 1980er-Jahre in den Mittelpunkt (dargestellt von Charlotte Gainsbourg), die eine ziellose Jugendliche (Noée Abita) unter ihre Fittiche nimmt.
Der Film wurde im Februar 2022 bei den 72. Internationalen Filmfestspielen Berlin uraufgeführt.

## Handlung
Paris, im Jahr 1981: In der Nacht der Präsidentschaftswahl feiert die Bevölkerung auf den Straßen den Sieg François Mitterrands. Ein Hauch von Hoffnung und Aufbruchsstimmung liegt in der Luft. Verändern wird sich auch das Leben von Elisabeth, deren Ehe zerbrochen ist. Sie muss fortan allein den Lebensunterhalt für sich und ihre Kinder, Matthias und Judith, bestreiten.
Elisabeth findet eine Anstellung bei der nächtlichen Radiosendung „Les passagers de la nuit“. Sie macht die Bekanntschaft mit der attraktiven, aber lustlosen Talulah, einer ausgegrenzten Jugendlichen, die am Rande der Gesellschaft lebt. Elisabeth lädt sie zu sich nach Hause ein. Dort erfährt das Mädchen erstmals familiäre Wärme, und doch verschwindet sie eines Tages aus Elisabeths Familie. Trotzdem wirkt Talulahs Einfluss nachhaltig auf Elisabeth und ihre Kinder. Sie gewinnen an Selbstvertrauen und fangen an, Risiken einzugehen. Die engagierte Judith beginnt ein Studium, und Matthias, der sich in Talulah verliebt hat, träumt von einer Karriere als Schriftsteller. Auch Elisabeth geht ihren eigenen Weg. Sie nimmt eine Stelle in einer Bibliothek an und lernt dabei Hugo kennen, mit dem sich eine Liebesbeziehung entwickelt. 
Als Talulah nach vier Jahren wieder auftaucht, zeigt sich, dass sie heroinsüchtig ist. In Elisabeths Familie fühlt sie sich erneut geborgen, findet einen Job in einem Kino und kann sich stabilisieren. Als jedoch Mathias ihr seine Liebe gesteht, macht sie sich wieder auf den Weg. Eine Karriere beim Film zeichnet sich für sie ab. Elisabeth zieht in eine neue Wohnung, die sie mit Hilfe Hugos und ihrer beiden Kinder einrichtet. In alten Bildern und Filmen lassen sie ihre Familiengeschichte Revue passieren.

## Hintergrund

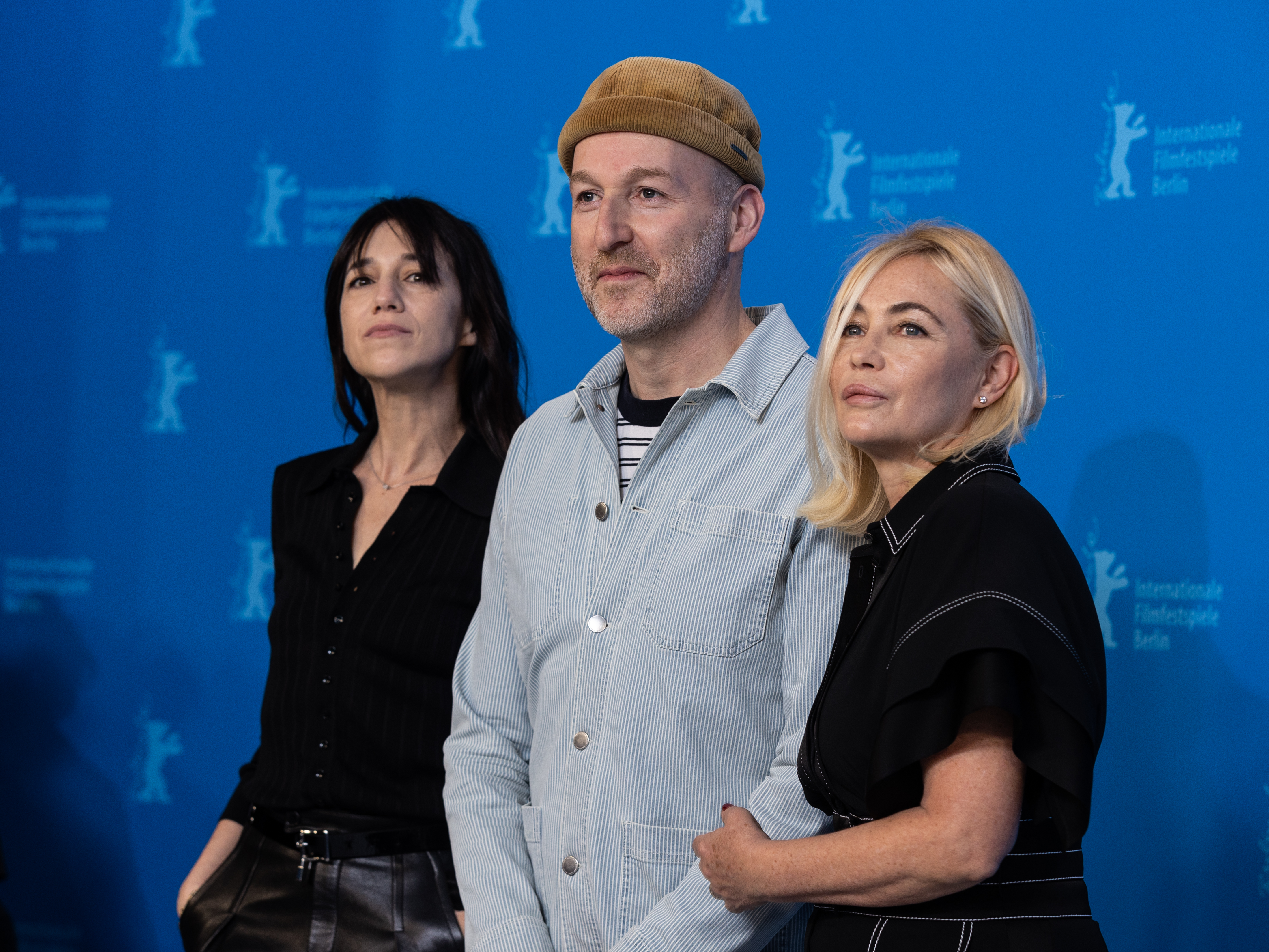
Regisseur Mikhaël Hers mit Charlotte Gainsbourg und Emmanuelle Béart bei der Berlinale 2022

Für Regisseur und Drehbuchautor Mikhaël Hers ist Passagiere der Nacht der siebte realisierte Spielfilm. Er schrieb das Skript wie auch bei seinem vorangegangenen preisgekrönten Film Mein Leben mit Amanda (2018) gemeinsam mit Maud Ameline. Auch arbeitete Hers erneut mit Kameramann Sébastien Buchmann, Filmeditor Marion Monnier und Filmkomponist Anton Sanko zusammen. Die Hauptrollen wurden mit Charlotte Gainsbourg und Noée Abita besetzt, mit denen der Filmemacher zum ersten Mal drehte.
Produziert wurde der Film von Pierre Guyard für Nord-Ouest Films. Er hatte neben Mein Leben mit Amanda auch Hers Film Dieses Sommergefühl (2015) in gleicher Position betreut. Als Koproduzent trat Arte France Cinéma in Erscheinung. Weiterhin wurde das Projekt von der Region Normandie, sowie von den SOFICA-Unternehmen Cinémage, Cofimage, Cinéventure, La Banque Postale Image, SG Image, Cinecap und Palatine Etoile unterstützt. Die Produktionskosten werden mit 4,3 Mio. Euro angegeben.
Die Dreharbeiten begannen am 1. Februar 2021 und sollten bis 24. März 2021 abgeschlossen sein. Als Drehorte dienten neben Paris auch die Stadt Caen, in der Normandie.
Der Film enthält eine Reverenz an Éric Rohmer, über dessen Film Vollmondnächte Mathias und Talulah sprechen, wobei sie den frühen Tod der Hauptdarstellerin Pascale Ogier erwähnen. 

## Veröffentlichung
Die Premiere von Passagiere der Nacht fand am 13. Februar 2022 bei der Berlinale statt. Ein regulärer Kinostart in Frankreich erfolgte ab 4. Mai 2022 im Verleih von Pyramide. Der deutsche Kinostart erfolgte am 5. Januar 2023.

## Kritiken
Das Lexikon des internationalen Films schreibt: "Das mit viel Güte und Mitgefühl für die Figuren erzählte Drama handelt von kleinen und größeren Herausforderungen eines ewig ungewissen Lebens. Statt einer herkömmlichen Dramaturgie setzt der Film auf eine offene Erzählweise, die sich mehr für Stimmungen und Gefühle als für einfache Lösungen und Gewissheiten interessiert.
epd Film schließt sich dem positiven Tenor an und resümiert: "Das Leben in diesem Film ist ein langer ruhiger Fluss, der sich manchmal aber auch zu einem Sog steigert, zusammengesetzt aus Fahrten durch die nächtliche Stadt und französischen Pophits, mit körnigen Amateuraufnahmen aus der Zeit. [...] Selten hat man bei einem Film eine solche Magie der Alltäglichkeit gespürt. Und eigentlich hätte dieser Film noch ein paar Stunden weitergehen können."

## Auszeichnungen
Mit Passagiere der Nacht konkurrierte Mikhaël Hers zum ersten Mal um den Goldenen Bären, den Hauptpreis der Berlinale. Der Film blieb unprämiert.
2023 erhielt Anton Sanko eine César-Nominierung für die beste Originalmusik.  und Kameramann Sébastien Buchmann eine Nominierung für den Prix Lumières.